# Милан Бајшански
Милан Бајшански (Београд, 5. јануар 1903 — Београд, 10. децембар 1980) био је српски и југословенски диригент и композитор.

## Биографија
Бајшански је рођен у Београду, где је и стекао музичко образовање. Највећи део свог уметничког рада посветио је хорском дириговању, како у аматерским тако и у професионалним ансамблима. Постао је један од најзначајнијих југословенских хоровођа. Својим радом уздигао је на висок уметнички ниво хорове Карађорђе, Абрашевић, Српско црквено певачко друштво, а деловао је и као руководилац хора Опере Народног позоришта у Београду (1945—1963). Био је први диригент хора Радио Београда и хора ЈНА.
Основао је хор Београдски мадригалисти у којем је од оснивања и дириговао {1951—1959.}  У једном периоду био је и наставник у Музичкој школи Станковић.
Бајшански је један од значајнијих српских хорских диригената и познавалаца домаће хорске музике. Приредио је дела истакмутих српских композитора Стевана Мокрањца, Јосифа Маринковића и Стевана Христића.
Његово невелико композиторско стваралаштво одликује се ослањањем на народну традицију.
Аутор је композиција:
- Пастирска (за виолину)
- Две игре за клавир,
- Успаванка,
- Мала свита,
- Докле улица спи,
- Четрнаест женских хорова (хорска музика)
- Бугарске песме и
- Мене је мајка родила (соло песме)

## Награде и признања
За свој дугогодишњи рад Бајшански је добио више награда и признања, међу којима су: Сметанине медаље у Плзну 1929. и Награда СР Србије за хорско дириговање 1946. године.